# Oecleus monolipennis
Oecleus monolipennis är en insektsart som beskrevs av Van Duzee 1923. Oecleus monolipennis ingår i släktet Oecleus och familjen kilstritar. Inga underarter finns listade i Catalogue of Life.